# Pohjanoteeraus
Pohjanoteeraus var ett finländskt punkband, aktivt i år 1979. Gruppen spelade aldrig in någon skiva, men fungerade som språngbräda för två betydande finländska artister. Den ena var Sami Takamäki, som senare spelade bas i grupper som Pelle Miljoona Oy, Hanoi Rocks och The New York Dolls. Den andra var Pasi Nikander, Panda, som skulle grunda ett av Finlands första new age-band, Musta Paraati.

## Medlemmar
- Pasi Nikander - sång
- Olli Hildén - gitarr
- Sami Takamäki - bas
- ? Kimmo Ritamies- trummor